# Distretto di Besqaraǧaj
Il distretto di Besqaraǧaj (in kazako: Бесқарағай  ауданы) è un distretto (audan) del Kazakistan con  capoluogo Besqaraǧaj.